# 中美洲移民大篷车

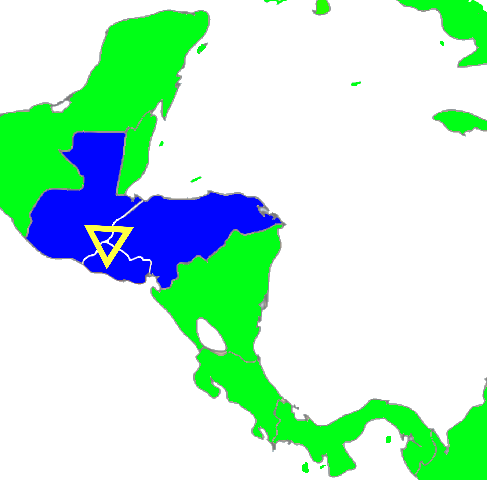
藍色區域為危地馬拉、宏都拉斯和薩爾瓦多三國

中美洲移民大篷车是指从危地马拉-墨西哥边境前往美墨邊界的由移民組成的大篷车。這些移民乘坐大篷車前往美國。其中规模最大、最著名的是由无国界村组织在2017年初和2018年圣周期间从危地馬拉、宏都拉斯和薩爾瓦多組織出发的移民大篷車。
不過對於大篷车上的移民身份，到底是由寻求庇护的难民组成，还是仅仅是普通移民，分析人士存在着一些分歧。许多人权组织發現，中美洲国家暴力和虐待行為持續增加 。大赦国际援引《武装暴力与发展问题日内瓦宣言》（Geneva Declaration on Armed Violence and Development）的一份报告指出，2007年至2012年，中美洲的一些国家的女性年均杀人率居世界之首，與此同時全世界則是男性年均杀人率更高。其他學者对大篷车人口构成的研究表明，大篷车上的人口更类似于普通的移民<。